# Grania integra
Grania integra är en ringmaskart som beskrevs av Kathryn Coates och Donald F. Stacey 1997. Grania integra ingår i släktet Grania och familjen småringmaskar. Inga underarter finns listade i Catalogue of Life.